# Marco Apicella
Pour les articles homonymes, voir Apicella.
Pas d'image ? Cliquez ici
Marco Apicella, né le 7 octobre 1965 à Bologne, Italie, est un pilote automobile italien. Auteur d'une carrière particulièrement brève en Formule 1 (une seule participation en Grand Prix), il s'est surtout illustré dans les championnats japonais.

## Biographie

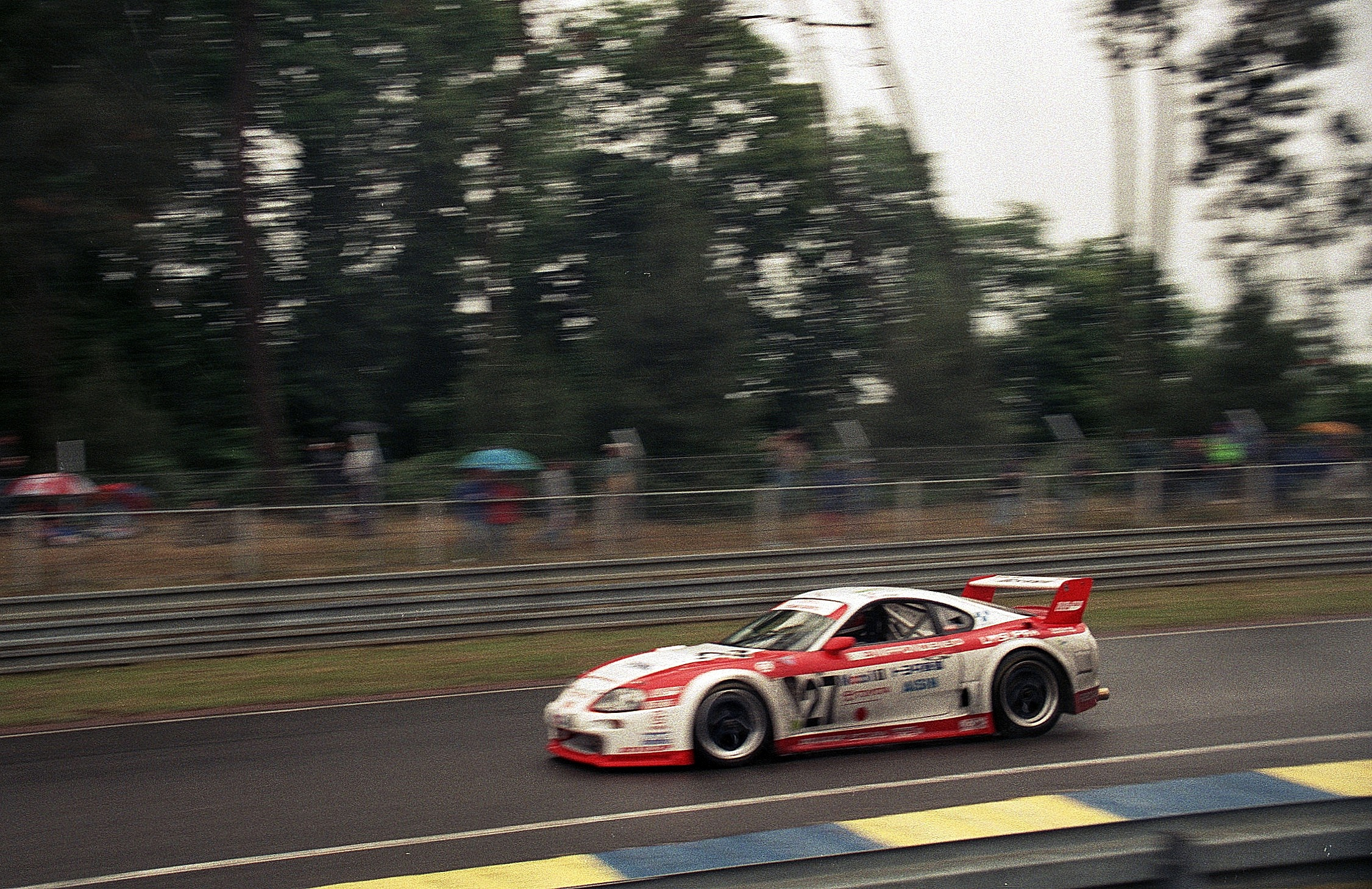
Marco Apicella sur Toyota Supra GT LM lors des 24 Heures du Mans 1995.

Auteur d'une prometteuse carrière en karting, Marco Apicella commence le sport automobile en 1984, via le championnat d'Italie de Formule 3. Vice-champion en 1986 derrière Nicola Larini, il accède logiquement à la Formule 3000 internationale en 1987. Malgré des résultats peu probants durant ses cinq saisons de présence dans la discipline, il parvient à décrocher plusieurs test en Formule 1 : avec Minardi en 1987 puis en 1990, et avec le Modena Team en 1991.
À partir de 1992, Apicella s'exile au Japon, pour y disputer le championnat local de Formule 3000 (qu'il remportera en 1994 sur une Dome-Mugen) et celui de Sport-Protos. En septembre 1993, il effectue un bref retour en Europe pour participer en Italie à son premier Grand Prix de Formule 1, en remplacement de Thierry Boutsen sur la deuxième Jordan-Hart. Mais l'expérience est particulièrement brève puisque qualifié 23e, il est pris dans un carambolage dès la première chicane et doit abandonner. Remplacé par son compatriote Emanuele Naspetti, Apicella n'obtiendra jamais de deuxième chance dans la discipline reine.
En 1996, il est pilote essayeur du constructeur japonais Dome pour lequel il teste la F105, mais le projet d'engagement en Formule 1 échoue.

## Résultats en championnat du monde de Formule 1
| Saison | Écurie       | Châssis | Moteur   | Pneus    | GP disputés | Points inscrits | Classement |
| ------ | ------------ | ------- | -------- | -------- | ----------- | --------------- | ---------- |
| 1993   | Sasol Jordan | 193     | Hart V10 | Goodyear | 1           | 0               | n.c.       |